# Campionati arabi di lotta 2024
I campionati arabi di lotta 2024 si sono svolti a Tunisi, in Tunisia, dal 21 al 22 dicembre 2024.

## Podi

### Lotta libera
| Evento | Oro                  | Argento             | Bronzo                 |
| 55 kg  | Adel Yakoub Fegas    | Mostafa Al-Qade     | Adem Lamloum           |
| 60 kg  | Mohamed Dridi        | Momen Boukari       | Abdullah Tariq Majrash |
| 63 kg  | Abdeldjebar Djebbari | Suhib Alhasanat     | Faisal Aldossary       |
| 67 kg  | Fayssal Benfredj     | Munthir Jandu       | Oussama Nasr           |
| 72 kg  | Abdelmalek Merabet   | Radwane Tarhouni    | Ahmed Barahman         |
| 77 kg  | Chawki Doulache      | Hassan Barnawi      | Amro Sadeh             |
| 82 kg  | Sultan Eid           | Amar Moumene        | Belhasan Azouzi        |
| 87 kg  | Bachir Sidazara      | Hakim at-Tarabulusi | Abdullah Aldossary     |
| 97 kg  | Mohamed Missaoui     | Amine Bendjelloul   | Ibrahim Fallatah       |
| 130 kg | Almutasem Kasasbah   | Mohamed Jabri       | Ghazi Ali Binbakr      |

### Lotta greco-romana
| Evento | Oro                    | Argento             | Bronzo               |
| 57 kg  | Husein Albehadilalbors | Salaheddine Kateb   | Mohamed Ali Bouani   |
| 61 kg  | Oussama Laribi         | Khalil Barkouti     | Ali Aburumaila       |
| 65 kg  | Chouaib Sahraoui       | Abdullah Al-Jumaili | Farouk Jelassi       |
| 70 kg  | Kaireddine Ben Telili  | Mohammed Kareem     | Zaid Meslah          |
| 74 kg  | Orts Isakov            | Hasan Al-Jammali    | Saad Bouguerra       |
| 79 kg  | Erzo Isakov            | Ibrahim Alsumaidee  | Oussama Abdellaoui   |
| 86 kg  | Mustafa Al-Jamie       | Abdallah Makoon     | Issa Rhimi           |
| 92 kg  | Fatih Bin Faradżallah  | Mustafa Al-Azzawi   | Abdulkareem Abuidaij |
| 97 kg  | Abdullah Sameer        | Wali Eddine Kebir   | Imed Kaddidi         |
| 125 kg | Ahmed Al-Jamie         | Amine Bendjelloul   | Rayan Mohammed       |

### Lotta femminile
| Evento | Oro              | Argento           | Bronzo |
| 50 kg  | Cheima Chebila   | Maroua Ben Asskri | ----   |
| 53 kg  | Chahrazed Ayachi | Chahinez Rabah    | ----   |
| 57 kg  | Chaima Aouisse   | Chahd Jeljeli     | ----   |
| 59 kg  | Lobna Ichaoui    | Nawel Bahloul     | ----   |
| 72 kg  | Nur al-Dżaldżali | Yasmine Bouregba  | ----   |

## Medagliere
Paese ospitante.
| Pos.   | Paese          | Oro | Argento | Bronzo | Totale |
| ------ | -------------- | --- | ------- | ------ | ------ |
| 1      | Algeria        | 12  | 8       | 2      | 22     |
| 2      | Tunisia        | 5   | 7       | 7      | 19     |
| 3      | Iraq           | 4   | 5       | 0      | 9      |
| 4      | Giordania      | 4   | 3       | 3      | 10     |
| 5      | Arabia Saudita | 0   | 2       | 7      | 9      |
| 6      | Palestina      | 0   | 0       | 1      | 1      |
| Totale | Totale         | 25  | 25      | 20     | 70     |